# Chaker Rguiî
Chaker Rguiî (arabe : شاكر الرقيعي), né le 25 mai 1987 à Ben Gardane, est un footballeur tunisien évoluant au poste de milieu relayeur.